# Thế kỷ 32 TCN
Thế kỷ 32 TCN là một thế kỷ kéo dài từ năm 3200 TCN đến 3101 TCN.

## Sự kiện

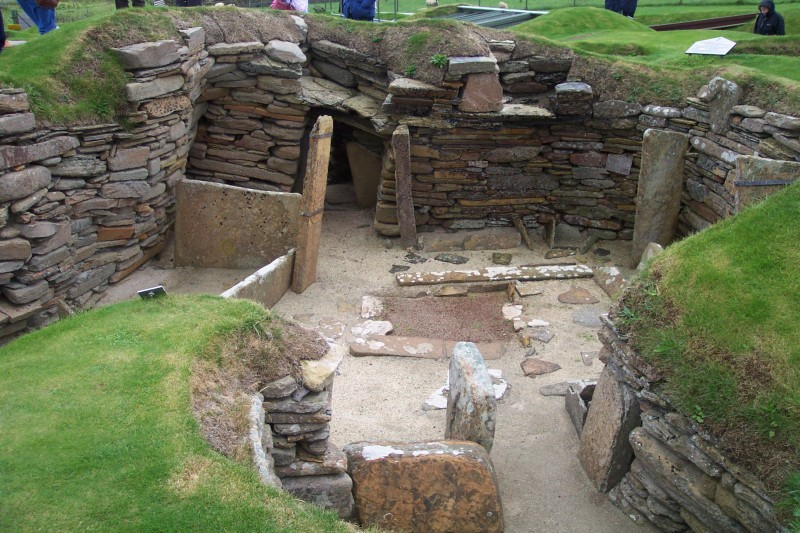
Nhả cửa khai quật ở Skara Brae, ngôi làng thời kỳ đồ đá mới hoàn chỉnh nhất châu Âu.

- khoảng 3190-3170 TCN? Vua Đôi Chim Ưng trị vì Hạ Ai Cập. Tên ông nhiều khả năng xuất hiện trên phiến đá Palermo.
- khoảng 3185-3160 TCN? Vua Scorpion I cai trị Thượng Ai Cập.
- khoảng 3155-3140 TCN? Vua Iry-Hor trị vì hầu khắp Ai Cập, từ Abydos.[1]
- khoảng 3160 Ở Thượng Ai Cập Nubt sáp nhập vào Thinis.
- khoảng 3150–3120 TCN Vua Ka trị vì Thượng Ai Cập.
- khoảng 3120-3110 TCN Vua Scorpion II trị vì Hạ Ai Cập.
- khoảng 3110 TCN Narmer trở thành pharaông thống nhất Ai Cập cổ đại, lập nên Vương triều thứ Nhất.
- khoảng 3138 TCN bánh xe đầm Ljubljana được làm ra, tìm thấy tại đầm lầy Ljubljana ở Slovenia.[2] Đây là bánh xe cổ nhất từng được phát hiện.
- Malta: phức hợp đền đài đá cự thạch Ħaġar Qim được xây dựng
- Ai Cập: chữ tượng hình Ai Cập cổ nhất có niên đại vào thời này
- Crete: nền văn minh Minoa bắt đầu xuất hiện
- khoảng 3100 TCN: việc xây dựng Stonehenge bắt đầu khởi công

## Người nổi bật
- Đôi Chim Ưng
- Hatj-Hor
- Haty-Hor
- Ny-Neith
- Scorpion I xú Thinis
- Hedju-Hor
- Vua Bò xứ Naqada?
- Iry-Hor
- Narmer, xứ Thinis, người lập nên Vương triều thứ Nhất của Ai Cập